# ادوارد کادوگان
ادوارد کادوگان (انگلیسی: Edward Cadogan; ۱۵ نوامبر ۱۸۸۰ – ۱۳ سپتامبر ۱۹۶۲) نظامی و سیاستمدار اهل بریتانیا بود.